# PA 28 (авианосец)
PA 28 — проект лёгкого авианосца ВМС Франции. Разрабатывался в конце 1940-х годов, эскизный проект был подготовлен к августу 1947 года. Первый корабль проекта планировалось заложить на верфи военно-морского арсенала в Бресте. Он должен был получить название «Клемансо». Конструкция базировалась на проекте недостроенного из-за начала Второй мировой войны авианосца «Жоффр», но была значительно усовершенствована. В 1950 году проект был закрыт на стадии разработки прототипа.